# 于尔基·伦梅
于尔基·伦梅（芬蘭語：Jyrki Lumme，1966年7月16日—），芬兰男子冰球运动员。他曾代表芬兰参加1988年、1998年和2002年冬季奥林匹克运动会冰球比赛，获得一枚银牌和一枚铜牌。